# Limite ultra-relativístico
Em física, uma partícula é chamada ultra-relativística quando sua velocidade é muito próxima da velocidade da luz c.  A notação comumente usada é {\displaystyle v\approx c} ou {\displaystyle \beta \approx 1} ou {\displaystyle \gamma \gg 1} onde {\displaystyle \gamma } o fator de Lorentz, {\displaystyle \beta =v/c} e c a velocidade da luz.
A energia de uma partícula ultra-relativística é quase completamente devido à sua energia cinética {\displaystyle E_{k}=(\gamma -1)mc^{2}}.  A energia total também pode ser aproximado como {\displaystyle E=\gamma mc^{2}\approx pc} onde {\displaystyle p=\gamma mv} é o momentum invariante de Lorentz.
Isto pode resultar da manutenção da massa fixa e do aumento da energia cinética para valores muito grandes ou da manutenção da energia E fixa e encolhendo a massa m para valores muito pequenos, o que também implica uma {\displaystyle \gamma } muito grande.  Partículas com massa muito pequena não precisam de muita energia para viajar a uma velocidade próxima de c.  Este último é usado para derivar órbitas de partículas sem massa, como o fóton daquelas de partículas massivas (cf. problema de Kepler na relatividade geral).

## Aproximações ultrarelativísticas
Abaixo estão algumas aproximações ultrarelativísticas quando {\displaystyle \beta \approx 1}.  A rapidez é denotada {\displaystyle w}:
{\displaystyle 1-\beta \approx {\frac {1}{2\gamma ^{2}}}}
{\displaystyle w\approx ln(2\gamma )}
- Movimento com aceleração própria constante: d ≈ eaτ/(2a), onde d é a distância percorrida, a = dφ/dτ é a aceleração própria (com aτ ≫ 1), τ é o tempo próprio, e a viagem começa em repouso e sem mudar a direção da aceleração (ver aceleração própria para mais detalhes).
- Colisão de alvo fixa com movimento ultrarelativístico do centro de massa: ECM ≈ √2E1E2 onde E1 e E2 são energias da partícula e do alvo, respectivamente (então E1 ≫ E2), e ECM é energia no referencial do centro de massa.

## Precisão da aproximação
Para cálculos da energia de uma partícula, o erro relativo do limite ultrarelativístico para uma velocidade v = 0.95c é aproximadamente 10%, e para v = 0.99c é de apenas 2%.  Para partículas tais como os neutrinos, cujo γ (fator de Lorentz) geralmente está acima de  106 (v praticamente indistinguível de c), a aproximação é essencialmente exata.

## Outros limites
O caso oposto (v ≪ c) é a assim chamada partícula clássica, onde sua velocidade é muito menor que c.  Sua energia cinética pode ser aproximada pelo primeiro termo da série binomial {\displaystyle \gamma }:
{\displaystyle E_{k}=(\gamma -1)mc^{2}={\frac {1}{2}}mv^{2}+\left[{\frac {3}{8}}m{\frac {v^{4}}{c^{2}}}+...+mc^{2}{\frac {(2n)!}{2^{2n}(n!)^{2}}}{\frac {v^{2n}}{c^{2n}}}+...\right]}